# Bring Your Daughter ... to the Slaughter
„Bring Your Daughter... to the Slaughter“ е вторият сингъл от албума „No Prayer for the Dying“ на британската хевиметъл група Айрън Мейдън. Песента е записана и издадена от Брус Дикинсън като саундтрак към филма „Кошмари на Елм Стрийт 5“. Оригиналната версия може да бъде намерена на диск 2 от „The Best of Bruce Dickinson“.
Записването на „Bring Your Daughter... to the Slaughter“ слага край на двегодишното „мълчание“ на групата и освен това е първият сингъл на групата, който стига първо място в британските класации. Независимо от това, песента е удостоена със „Златна малинка“ в категорията „Най-лоша оригинална песен“ за 1989 г.
Във видеото са използвани кадри от филма от 1960 г. „Градът на мъртвите“ (известен и като „Хотел на Ужасите“) с участието на Кристофър Лий.
Това е единственото парче от албума, което групата продължава да изпълнява по концертите си след напускането на Брус Дикинсън през 1993 г. Въпреки това, с изключение на няколко изпълнения от лятото на 2003 г., песента вече не се свири толкова често.

## Състав
- Брус Дикинсън – вокал
- Дейв Мъри – китара
- Яник Герс – китара
- Стив Харис – бас, беквокали
- Нико Макбрейн – барабани

|  | Тази страница частично или изцяло представлява превод на страницата Bring Your Daughter... to the Slaughter в Уикипедия на английски. Оригиналният текст, както и този превод, са защитени от Лиценза „Криейтив Комънс – Признание – Споделяне на споделеното“, а за съдържание, създадено преди юни 2009 година – от Лиценза за свободна документация на ГНУ. Прегледайте историята на редакциите на оригиналната страница, както и на преводната страница, за да видите списъка на съавторите. ВАЖНО: Този шаблон се отнася единствено до авторските права върху съдържанието на статията. Добавянето му не отменя изискването да се посочват конкретни източници на твърденията, които да бъдат благонадеждни. |